# Рогволод Всеславич (князь полоцкий)
Борис (Рогволод) Всеславич (до 1054 — начало 1128, Полоцк) — князь Полоцкий, сын Всеслава Брячиславича, князя Полоцкого.

## Рогволод или Борис
В августе 1128 года, изгнав из Полоцка князя Давыда Всеславича, полочане «поемше» не названного по отчеству Рогволода пошли просить себе его князем к великому князю Мстиславу, который их просьбу удовлетворил. Ряд исследователей, в том числе М. П. Погодин, Н. А. Баумгартен, Н. М. Карамзин, С. М. Соловьёв, В. Е. Данилевич, Д. С. Лихачёв, В. И. Пичета, Ф. Б. Успенский, полагая просьбу полочан в утверждении князя на столе и основываясь на невозможности этого для племянника прежде дядьев, считали Рогволода Всеславичем — братом князей Бориса и Давыда. То есть Рогволод Всеславич является умозаключением историографов. Ни о смерти, ни о высылке, ни о чём-либо ещё относительно Рогволода Всеславича источники не сообщают.

При этом, как отметил Э. М. Загорульский, о смерти полоцкого князя Бориса Всеславича («престависѧ кнѧзь Полотьскыи Борисъ») летопись сообщает лишь в начале 1129 года. Поэтому не ясно, что в Полоцке делал Давыд и зачем полочане просили себе князем Рогволода до этого времени. Известно только, что некая «неправда» Давыда была причиной похода Мстислава, несмотря на сватовство между ними. 

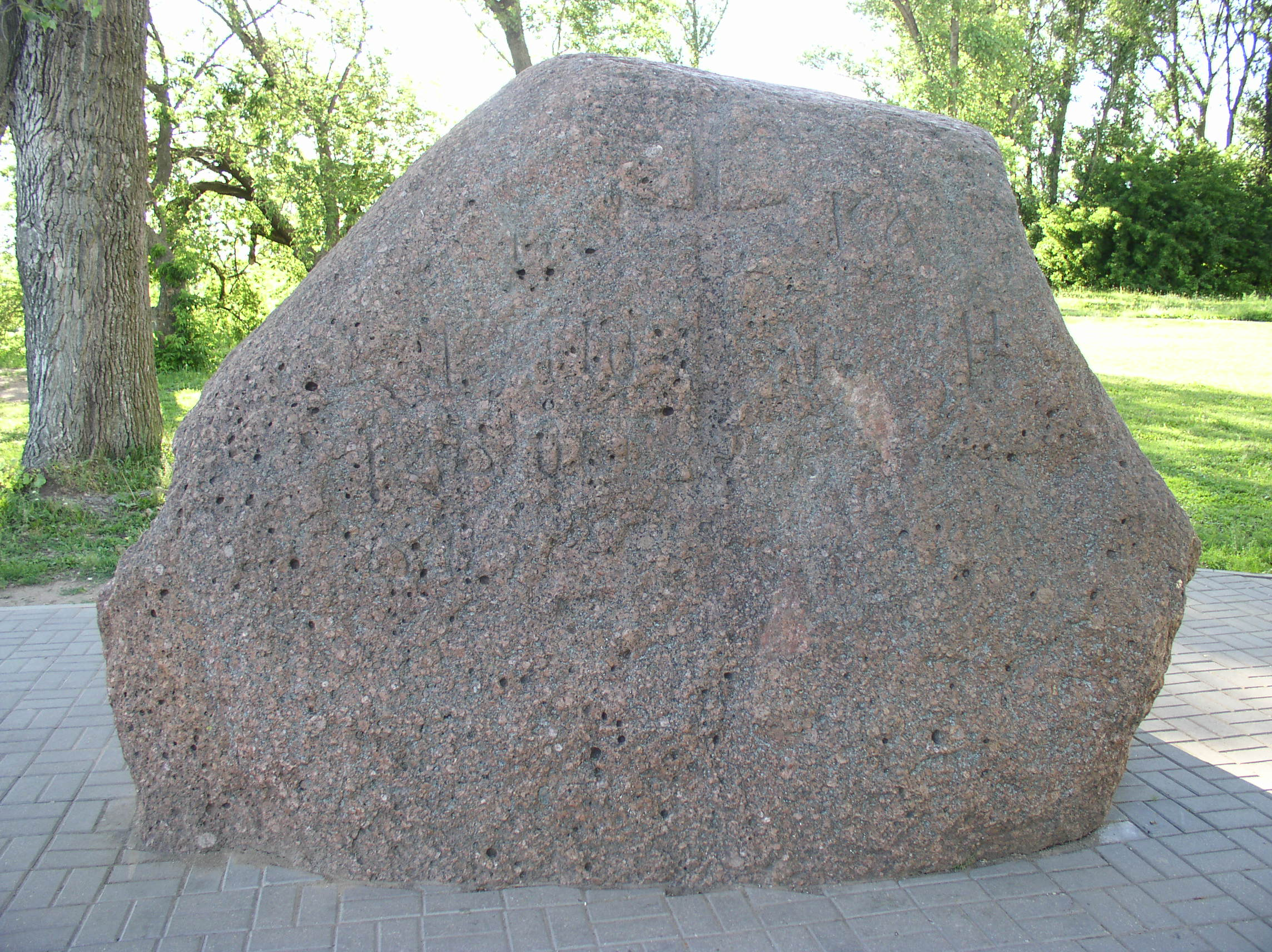
Борисов камень в Полоцке.

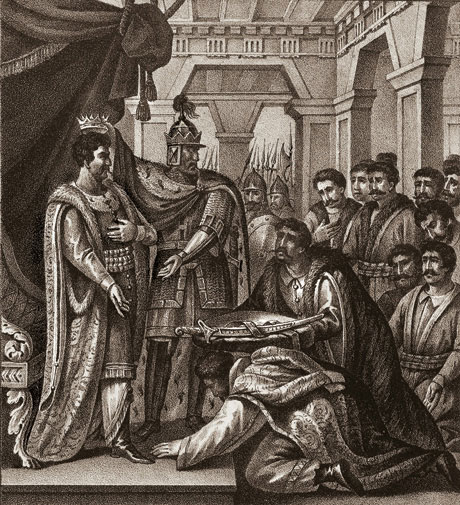
Великий князь Мстислав дает полочанам в князья Рогволода. Б. А. Чориков

Многие современные историографы, в том числе Л. В. Алексеев, Э. Загорульский, О. М. Рапов, А. В. Рукавишников, Б. Н. Флоря, В. Л. Янин, решают проблему иначе, считая не названного по отчеству Рогволода тождественным Борису Всеславичу; иными словами, предполагая, что Борис — крестильное имя Рогволода. Очевидно, первым решил противоречие таким образом составитель Густынской летописи ещё в XVII веке, указав «преставися князь Полоцкий Рогволдъ или Борисъ». Некоторые исследователи, например Б. Флоря, усиливают эту версию ссылкой на отчества Василия и Ивана Рогволодовичей, добавленных в список сосланных полоцких князей в поздних Ростовской (не сохранилась) и Воскресенской летописях, а также Московском своде, но достоверность поздних списков сомнительна.
Однако тождественность Бориса и Рогволода маловероятна в силу нескольких причин. Во-первых, нарушается традиция системы именования Рюриковичей не нарекать сына в честь живого отца, а у Бориса был сын Рогволод Борисович. Во-вторых, хотя по наблюдению Ф. Успенского, в отличие от имён Глеб, Роман и Давыд, имя Борис могло быть крестильным в паре с родовым, но когда само давалось как родовое, то было одновременно и крестильным, то есть единственным. В случае с князем Борисом Всеславичем во всех нарративных, эпиграфических, сфрагистических источниках его имя используется обычным для родовых, а не крестильных имён образом.
Поэтому часть историков считает не названного по отчеству Рогволода Борисовичем, то есть сыном Бориса Всеславича. Очевидно, первым к такому выводу пришёл В. Н. Татищев, называя в своём изложении событий 1128 года Рогволода Борисовичем. По мнению Э. Загорульского, у полочан не было бы необходимости вести к Мстиславу для чего-либо Рогволода Всеславича, тот был бы немолод и хорошо известен, а Рогволод Борисович был юношей и нуждался в представлении. То же касается «поятия» полочанами Рогволода, по мнению Э. Загорульского, объектом действий мог быть лишь очень молодой человек, взрослый выступал бы самостоятельно.

## Биография

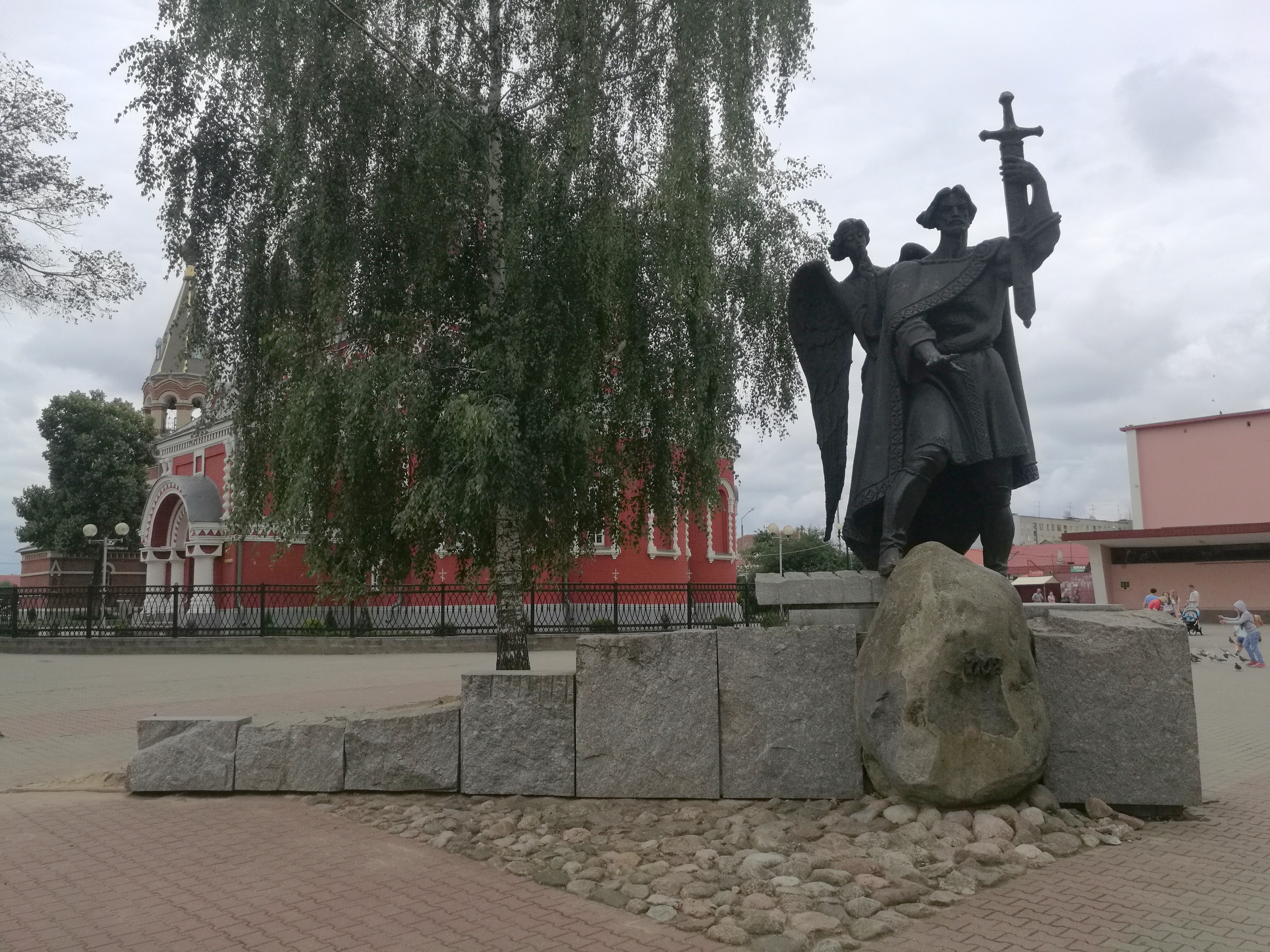
Памятник Рогволоду (Борису) в Борисове

Старший сын Всеслава (см. старшинство Всеславичей) родился, видимо, не позднее 1054 года.
После смерти отца в 1101 году Борис занял Полоцкий престол. По сообщению В. Н. Татищева, в 1102 году, возвращаясь из похода на ятвягов, он заложил город Борисов. В 1106 г., вероятно, участвовал в неудачном походе полоцких князей против земгалов. Упоминается около 1120 года в «Житии Евфросиньи Полоцкой» как полоцкий князь и участник основания Спасского монастыря. Также при Борисе около Полоцка в Бельчицах была построена княжеская резиденция с Борисо-Глебским монастырём; вероятно, в честь своего небесного покровителя. С деятельностью Бориса связывают известные памятники эпиграфики — «Борисовы камни». При нём были ограничены права князя в Полоцке, усилилось городское самоуправление.
В «Хронике Быховца» содержится известие о том, что Борис построил церковь святой Софии.
В начале 1128 года Борис умер. Полоцкий престол занял Давыд Всеславич, следующий по старшинству среди живых Всеславичей (к тому времени умерли Глеб и Роман Всеславичи).

## Удел Рогволода
Л. В. Алексеев (а за ним Л. В. Войтович) полагает, что Борис владел Друцким княжеством, поскольку позднее это княжество держали его потомки. Однако ещё в 1116 году Друцк не был отдельным уделом, а входил в состав Минского княжества, и, следовательно, не принадлежал Борису. Около 1120 года Борис, как князь полоцкий, упоминается в Житии Евфросиньи Полоцкой. Сын Бориса — Рогволод Борисович захватил Друцк в 1159 г. у минских Глебовичей при поддержке черниговского князя и с участием его полка (правда, с согласия дручан), а окончательно получил Друцкий удел по соглашению с теми же Глебовичами в обмен на отказ от претензий на полоцкий престол. Таким образом, наследование Рогволодом Борисовичем Друцка от отца выглядит сомнительным. Друцк ни разу не называется отчиной Рогволода Борисовича; в то же время, говоря о занятии Рогволодом Борисовичем полоцкого престола, летописец подчеркнул, что занял он престол отца и деда.

## Брак и дети
Имя жены Бориса неизвестно.
- Рогволод (Василий) (ум. после 1171), князь Полоцкий 1144—1151, 1159—1162, князь Друцкий 1127—1129, 1140—1144, 1158—1159, 1162—после 1171
- Иван (ум. после 1139)
- Звенислава (до 1127 — после 1173), инокиня Евпраксия